# Walter Abendroth
Pour les articles homonymes, voir Abendroth.
Walter Abendroth est un compositeur allemand, né à Hanovre le 29 mai 1896 et mort à Fischbachau le 30 septembre 1973.

## Œuvres
- Sinfonietta in drei Sätzen für großes Orchester (1924)
- Kleine Orchestermusik (1940)
- Konzert für Bratsche und Orchester
- Erste Symphonie (1941)
- Symphonie n°3 en fa majeur opus 18 pour grand orchestre (1942)
- Konzert für Orchester (1943)
- Sonate opus 26 pour violon et piano
- Symphonie n°4 en ut majeur opus 28 pour grand orchestre (1958)
- Symphonie n°5 opus 34 (1959)
- Sonatine Opus 39 pour flute, violon et clavecin
- Kleine Sonate Opus 30 pour piano